# North Haven, Maine
North Haven é uma cidade e ilha no Condado de Knox, Maine, Estados Unidos, na Baía de Penobscot. A cidade é uma comunidade insular com atividade durante todo o ano e uma importante colônia de verão. A população era de 417 habitantes no censo de 2020. North Haven é acessível por balsa estadual, com serviço três vezes ao dia, partindo de Rockland, ou por táxi aéreo partindo do Aeroporto Regional do Condado de Knox.

## História
Já em 3300 a.C., a ilha foi visitada pelo Povo Tinta Vermelha. Mais tarde, tornou-se parte do território dos índios Abenaki de Penobscot, que caçavam e pescavam em canoas ao longo da costa. O Capitão Martin Pring, um explorador de Bristol, Inglaterra, "descobriu" North Haven e Vinalhaven em 1603. Ele as chamou de Ilhas Fox, um nome que sobrevive na Via Pública das Ilhas Fox, um estreito que separa as cidades e fornece passagem para barcos que cruzam a Baía de Penobscot.
Colônia na década de 1760, North Haven era originalmente a Ilha Norte de Vinalhaven, de onde foi separada e incorporada em 30 de junho de 1846, como Ilha Fox. Foi alterada para North Haven em 13 de julho de 1847. Em 1850, a legislatura estadual aprovou uma lei que concedeu à maioria dos habitantes da ilha "o direito de ter as estradas que considerassem adequadas". A maioria, então, decidiu não ter estradas, ou então obstruí-las com portões ou grades, a critério dos proprietários de terras. Não surpreendentemente, a minoria de habitantes solicitou uma emenda à lei.
A pesca e a agricultura tornaram-se as principais ocupações. A superfície da cidade é plana, e os agricultores produziam feno como alimento básico. A construção de barcos tornou-se uma indústria importante, e a comunidade ainda possui dois estaleiros. Mas muitos habitantes eram pescadores que capturavam lagostas, vieiras e ostras.